# Holeră
Holera este o infecție a intestinului subțire cauzată de unele tulpini ale bacteriei Vibrio cholerae. Simptomele pot varia de la absența completă a acestora până la forme ușoare sau severe. Simptomul clasic este diareea apoasă abundentă care durează câteva zile. Diareea poate fi atât de severă încât duce în câteva ore la deshidratare severă și dezechilibru electrolitic. Acestea pot provoca, la rândul lor, ochi adânciți în orbite, piele rece sau cianotică, elasticitate scăzută a pielii, încrețirea mâinilor și picioarelor și, în cazuri grave, deces. Simptomele încep între două ore și cinci zile după expunere.
Holera este cauzată de mai multe tipuri de Vibrio cholerae și se răspândește în principal prin apă și alimente contaminate cu materii fecale umane care conțin bacteria. Fructele de mare insuficient gătite sunt o sursă frecventă. Oamenii sunt singurii gazde cunoscute ale bacteriei. Factorii de risc includ igiena precară, lipsa apei potabile curate și sărăcia. Holera poate fi diagnosticată printr-un test de scaun sau printr-un test rapid cu bandă reactivă.

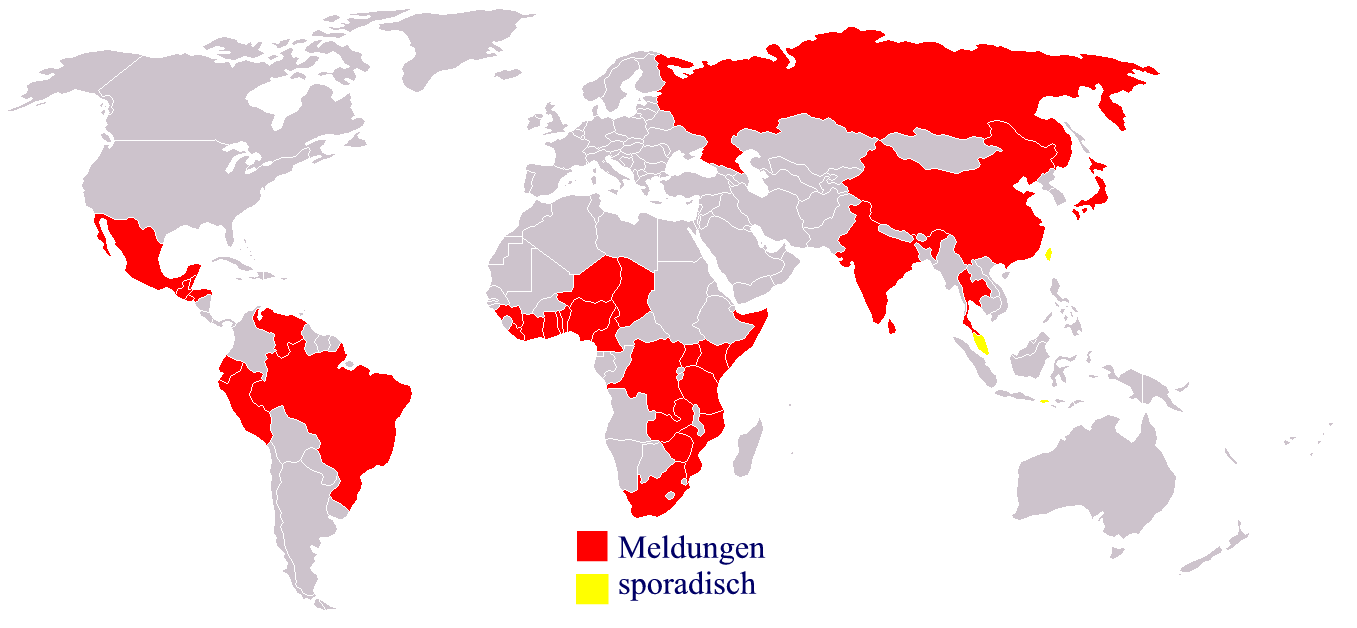
Răspândirea holerei pe glob (2004)

Metodele de prevenție includ îmbunătățirea igienei și accesul la apă potabilă curată. Vaccinurile împotriva holerei administrate pe cale orală oferă o protecție rezonabilă timp de aproximativ șase luni și au beneficiul suplimentar de a proteja și împotriva unui alt tip de diaree cauzată de E.coli. Persoanele care supraviețuiesc unui episod de holeră dobândesc o imunitate de durată, de cel puțin trei ani.
Tratamentul principal este reprezentat de sărurile de rehidratare orală, adică înlocuirea lichidelor și electroliților cu soluții ușor sărate și îndulcite (în general pe bază de orez). La copii, suplimentarea cu zinc s-a dovedit a îmbunătăți rezultatele. În cazuri severe, pot fi necesare fluide intravenoase sau antibiotice. Alegerea antibioticului este ghidată de testarea sensibilității la antibiotice.
Holera continuă să afecteze între 3 și 5 milioane de oameni la nivel global și provoacă între 28.800 și 130.000 de decese anual. Până în prezent, au avut loc șapte pandemii de holeră, cea mai recentă începând în 1961 și continuând și în prezent. Boala este rară în țările cu venituri mari și afectează cel mai grav copiii. Holera apare atât sub formă de focare, cât și ca problemă cronică în anumite regiuni. Zonele cu risc constant includ Africa și Asia de Sud-Est. Riscul de deces în rândul celor afectați este de obicei sub 5%, în condițiile unui tratament adecvat, dar poate ajunge la 50% în lipsa acestuia.

## Simptome

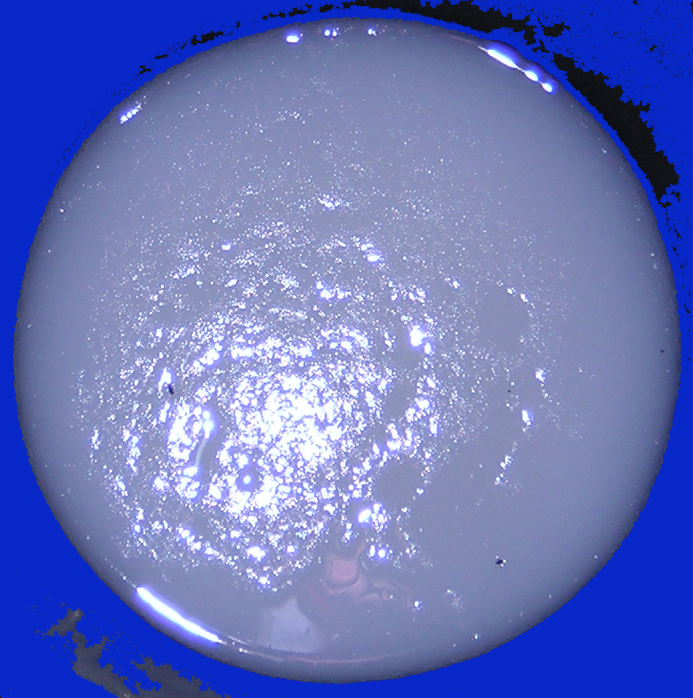
Diaree tipică de holeră care arată ca „apa de orez”

După o perioadă de incubație între 2-3 zile urmează de obicei trei stadii de evoluție:
1. Stadiul de vomitare, fecalele fiind moi, cu aspect de orez [14], apar rar colici [15]
2. Stadiul de deshidratare (exicoză), hipotermie [16], apar riduri, față suptă cu oase proeminente
3. Stadiul general grav, cu febră, abatere, dezorientare, comă cu erupții cutanate. În cazul complicațiilor apar forme de pneumonie, parotidită și septicemie[17]

S-a observat că persoanele cu grupa „0” sanguină sunt mai predispuse la îmbolnăvire.

## Diagnostic
La stabilirea diagnosticului se ține cont de evoluția bolii, certificată prin identificarea vibrionului holeric în fecale sau în coținutul vomitat.

## Agentul etiologic

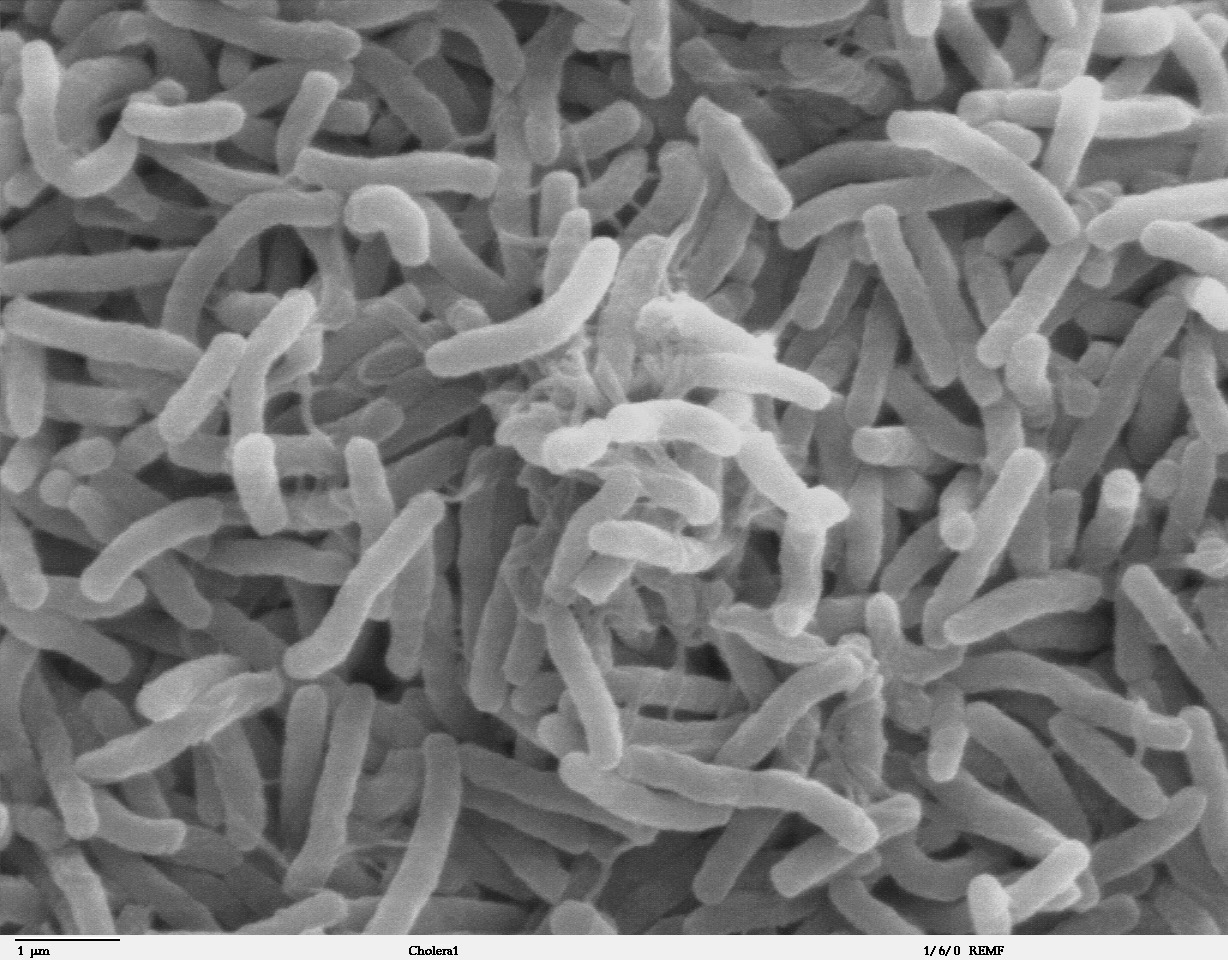
Imagine la microscopul electronic cu scanare a Vibrio cholerae

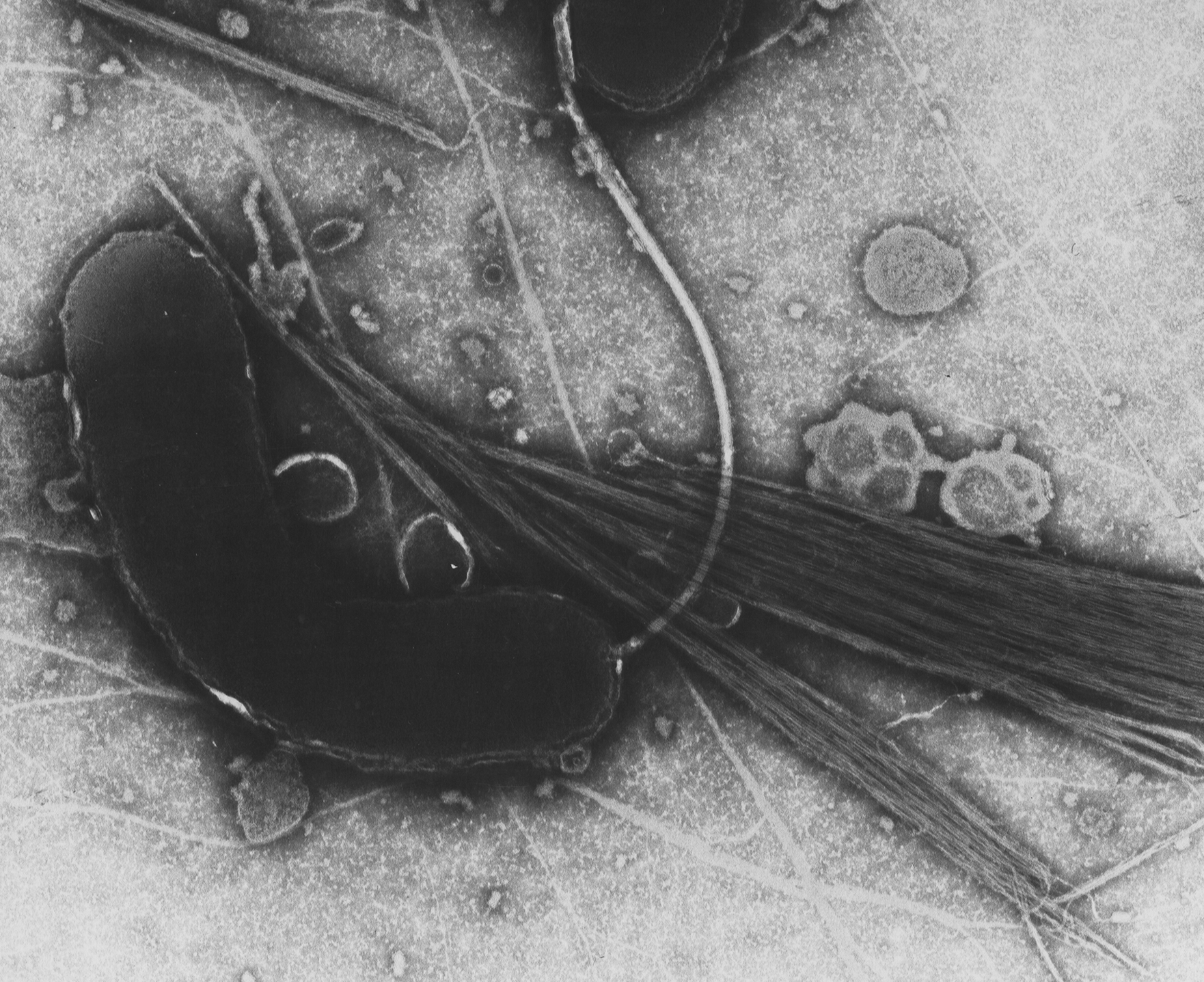
Vibrio cholerae, bacteria care provoacă holera

Holera este cauzată de vibrionul holeric, Vibrio cholerae, care produce toxina holerică, aceasta fiind cauza diareii
- bacteria a fost prima oară descrisă în anul 1854 de Filippo Pacini,
- în același an John Snow descrie episodul de holeră din Londra[20]
- Robert Koch cultivă vibrionul în anul 1883 împreună cu Fischer și Georg Gaffky.

Holera apare frecvent în țările sărace, unde nu se pot respecta regulile de igienă:
- apa de băut infectată, fiind cauza principală a îmbolnăvirilor
- canalizarea deficitară, determinând infiltrarea apei de canal în apa de băut
- bacilul fiind prezent prin fecale în apele curgătoare, stătătoare sau pești
- în țările industriale datorită respectării regulilor de igienă, holera apare foarte rar și sporadic[21]

## Istoric
Boala este semnalată deja pe Valea Gangelui prin anul 600 î.Hr. India. Prin secolul XVIII sunt cazuri de epdemie de holeră
În secolul XIX a izbucnit o epidemie gravă de holeră în Londra.
În Viena sunt semnalate mai multe epidemii de holeră.
În „Războiul Crimeii” (1853-1856) mor în ambele tabere mai mulți soldați din cauza holerei decât pe câmpul de luptă.
Prin 1892 epidemia de holeră din Afganistan, se extinde în Rusia, în portul Hamburg izbucnește în același an o epidemie mare (8 600 de morți).
Ultima epidemie mare de holeră a avut loc în anul 1991 în Peru de unde s-a extins în America Latină (400 000 de cazuri).

## Tratament
Cel mai important obiectiv al tratamentului este rehidratarea organismului prin administrare pe cale orală de soluții ce conțin glucoză, carbonat de sodiu, clorură de sodiu și clorură de potasiu.
Antibioticele folosite sunt: 
- Fluorochinolone, de tipul ciprofloxacinei
- Azitromicină

Alte medicamente folosite:
- Sulfamide (în profilaxie Sulfadoxină)
- Chimioterapice

Ca măsuri de profilaxie se recomandă respectarea regulilor standard de igienă, asigurarea cu apă potabilă , eventual acțiuni de vaccinare pe cale orală.